# Madrigalejo del Monte
Madrigalejo del Monte település Spanyolországban, Burgos tartományban. Madrigalejo del Monte Valdorros, Madrigal del Monte, Torrecilla del Monte, Villamayor de los Montes, Villaverde del Monte és Villangómez községekkel határos. Lakosainak száma 176 fő (2024).

## Népesség
A település népessége az utóbbi években az alábbiak szerint változott:
| Lakosok száma | 184  | 211  | 197  | 185  | 198  | 176  | 172  | 166  | 179  | 176  |
|               | 2001 | 2004 | 2006 | 2009 | 2011 | 2014 | 2016 | 2019 | 2021 | 2024 |